# Дивное (Нестеровский район)
Дивное (до 1947 нем. Bahnhof Trakehnen, Станция Тракенен) — посёлок в Нестеровском муниципальном округе Калининградской области.

## География
Находится в юго-восточной части Калининградской области, в зоне хвойно-широколиственных лесов, при железнодорожной линии Калининград — Нестеров, к югу от автодороги А229, на расстоянии примерно 10 километров (по прямой) к западо-юго-западу от города Нестерова, административного центра района. Абсолютная высота — 49 метров над уровнем моря.

### Часовой пояс
Посёлок Дивное как и вся Калининградская область, находится в часовой зоне МСК−1. Смещение применяемого времени относительно UTC составляет +2:00.

## История
До 1946 года носил название «железнодорожная станция Тракенен» (нем. Bahnhof Trakehnen). В период с 2008 по 2018 годы Дивное входило в состав Илюшинского сельского поселения Нестеровского района, с 2018 по 2022 годы — в состав Нестеровского городского округа.

## Население
| 2002 | 2010 |
| ---- | ---- |
| 59   | ↘35  |

### Национальный состав
Согласно результатам переписи 2002 года, в национальной структуре населения русские составляли 58 %.